# Igrzyska Południowego Pacyfiku 1966
Igrzyska Południowego Pacyfiku 1966 − (ang. South Pacific Games 1966), druga edycja Igrzysk Południowego Pacyfiku, która odbyła się w dniach 8 grudnia - 18 grudnia 1966 w stolicy Nowej Kaledonii - Numei. Rozegrano 10 dyscyplin: lekkoatletykę, piłkę nożną, koszykówkę, boks, netball, rugby, pływanie, tenis stołowy, tenis ziemny oraz piłkę siatkową.

## Dyscypliny
- Boks  (szczegóły)
- Koszykówka  (szczegóły)
- Lekkoatletyka  (szczegóły)
- Netball  (szczegóły)
- Piłka nożna  (szczegóły)
- Siatkówka (halowa)  (szczegóły)
- Pływanie  (szczegóły)
- Rugby union  (szczegóły)
- Tenis stołowy  (szczegóły)
- Tenis ziemny  (szczegóły)

## Tabela medalowa
| Tabela medalowa |                           |    |    |    |         |
| Poz.            | Państwo                   |    |    |    | Łącznie |
| 1               | Nowa Kaledonia            | 39 | 30 | 30 | 99      |
| 2               | Fidżi                     | 19 | 23 | 17 | 59      |
| 3               | Polinezja Francuska       | 13 | 8  | 9  | 30      |
| 4               | Papua-Nowa Gwinea         | 5  | 11 | 13 | 29      |
| 5               | Samoa Zachodnie           | 4  | 4  | -  | 8       |
| 6               | Nauru                     | 4  | 2  | -  | 6       |
| 7               | Tonga                     | 1  | 1  | 1  | 3       |
| 8               | Wyspy Cooka               | 1  | -  | -  | 1       |
| 9               | Samoa Amerykańskie        | -  | 4  | 1  | 5       |
| 10              | Wallis i Futuna           | -  | 2  | 12 | 14      |
| 11              | Wyspy Salomona            | -  | 1  | 1  | 2       |
| 12              | Nowe Hebrydy              | -  | -  | 2  | 2       |
| 13              | Wyspy Gilberta i Lagunowe | -  | -  | -  | 0       |
|                 | Łącznie                   | 86 | 86 | 86 | 258     |